# منیلیوس (دهانه)
منیلیوس یک دهانه برخوردی در ماه‌ است.

## دهانه‌های اقماری
این دهانه ۱۲ دهانه اقماری دارد.
| Manilius | عرض جغرافیایی | طول جغرافیایی | قطر          |
| -------- | ------------- | ------------- | ------------ |
| C        | ۱۲.۱° N       | ۱۰.۴° E       | ۷.۰ کیلومتر  |
| B        | ۱۶.۶° N       | ۷.۳° E        | ۶.۰ کیلومتر  |
| E        | ۱۸.۳° N       | ۶.۴° E        | ۴۹.۰ کیلومتر |
| D        | ۱۳.۲° N       | ۷.۰° E        | ۵.۰ کیلومتر  |
| G        | ۱۵.۵° N       | ۹.۷° E        | ۵.۰ کیلومتر  |
| H        | ۱۷.۸° N       | ۸.۶° E        | ۳.۰ کیلومتر  |
| K        | ۱۱.۹° N       | ۱۱.۲° E       | ۳.۰ کیلومتر  |
| U        | ۱۳.۸° N       | ۱۰.۸° E       | ۴.۰ کیلومتر  |
| T        | ۱۳.۴° N       | ۱۰.۶° E       | ۴.۰ کیلومتر  |
| W        | ۱۳.۴° N       | ۱۲.۹° E       | ۴.۰ کیلومتر  |
| X        | ۱۴.۴° N       | ۱۳.۴° E       | ۳.۰ کیلومتر  |
| Z        | ۱۶.۴° N       | ۱۱.۷° E       | ۳.۰ کیلومتر  |